# O Trol
O Trol (1975) é um filme português de curta-metragem realizado por Ricardo Costa. Estreia na RTP em Maio de 1975 (série Mar Limiar).

## Sinopse
O termo «trol» (neologismo derivado do inglês trawl) foi adoptado em Portugal não para designar pesca de arrasto mas sim um «aparelho» constituído por linhas de nylon com múltiplos anzóis distribuídos ao longo desses fios. É uma modalidade de pesca tradicional de alto-mar praticada aqui por traineiras de Peniche. O filme dá a ver, por um lado, a exploração de que os pescadores são vítimas por parte dos intermediários do comércio do peixe e, por outro, as dificuldades com que se confrontam no sentido de melhorarem as suas condições de vida.

## Ficha técnica
- Argumento: Ricardo Costa
- Realização: Ricardo Costa
- Produção: Ricardo Costa / RTP (série Mar Limiar)
- Colaboração: Josué Falâncio
- Fotografia: Ricardo Costa
- Som: Jorge Melo Cardoso
- Montagem: Maria Beatriz
- Formato: 16 mm p/b
- Género: documentário
- Duração: 25’